# Ryan Thompson (Basketballspieler)
Ryan Thompson (* 9. Juni 1988 in Mount Laurel, New Jersey) ist ein US-amerikanischer Basketballspieler. Nach dem Studium in seinem Heimatland begann Thompson eine Karriere als professioneller Spieler, die ihn nach einem Jahr in der NBA Development League nach Europa führte. Nach einer Station in Italien spielte Thompson in Belgien, wo er 2014 mit Telenet Oostende die nationale Meisterschaft gewann. Seit 2016 spielt Thompson wieder in der Basketball-Bundesliga.

## Karriere
Nach dem Schulabschluss an der Lenape High School in seiner Heimatstadt bekam Thompson einen Studienplatz an der Rider University in Lawrenceville (New Jersey), wo er ab 2006 zusammen mit seinem zwei Jahre älteren Bruder Jason Thompson für die Hochschulmannschaft Broncs in der Metro Atlantic Athletic Conference (MAAC) der NCAA spielte. 2008 verloren die Broncs das Finale des MAAC-Meisterschaftsturniers deutlich gegen die Saints des Siena College, bei denen der ebenfalls später in Deutschland aktive Kenny Hasbrouck MVP wurde. Für die Broncs reichte es auch in Thompsons Spielzeit bis 2010 nur zu Teilnahmen an unbedeutenden landesweiten Postseason-Turnieren. Thompson erzielte in vier Jahren 1.879 Punkte in 128 Spielen für die Broncs und war am Ende seiner Karriere mannschaftsintern in den „All-Time-Top Ten“ bei erzielten Punkten, Rebounds und Assists zu finden.
Nachdem Ryan Thompson, im Unterschied zu seinem älteren Bruder zwei Jahre zuvor, in der NBA-Draft 2010 von keinem Klub der National Basketball Association (NBA) ausgewählt wurde, versuchte er über die NBA Development League 2010/11 im Farmteam des Utah Flash doch noch den Sprung in die am höchsten dotierte Profiliga zu schaffen. Thompson konnte sich hier jedoch nicht entscheidend in den Vordergrund spielen und die Flash verloren in ihrer letzten Spielzeit am alten Standort in Orem in der ersten Play-off-Runde erneut gegen die Iowa Energy. Für die folgende Spielzeit 2011/12 ging Thompson nach Italien, wo er in der damals zweithöchsten Spielklasse Legadue für den Aufsteiger Centrale del Latte aus Brescia spielte. Dieser erreichte auf dem siebten Platz der regulären Saison auf Anhieb den Einzug in die Play-offs um den Aufstieg in die höchste Spielklasse, in denen man jedoch in der ersten Runde dem ehemaligen Erstligisten Givova Scafati unterlag. Für die folgende Spielzeit 2012/13 wechselte Thompson nach Belgien, wo er in der Ethias League für Generali Okapi Aalstar aus Aalst spielte. Nachdem er mit der Mannschaft im europäischen Vereinswettbewerb EuroChallenge 2012/13 in der Zwischenrunde der 16 besten Mannschaften ausschied und dabei an den beiden deutschen Mannschaften EWE Baskets Oldenburg und Telekom Baskets Bonn scheiterte, schied man in der Play-off-Halbfinalserie um die nationale Meisterschaft gegen den Titelverteidiger Telenet BC Ostende aus. Für die folgende Saison wechselte Thompson zum alten und neuen Meister aus Ostende am Ärmelkanal, mit dem er in der Qualifikationsrunde um den höchstrangigen europäischen Vereinswettbewerb EuroLeague 2013/14 erst im entscheidenden Finalspiel am Gastgeber Lietuvos rytas Vilnius scheiterte. Im Eurocup 2013/14 überstand man als einzige belgische Mannschaft die Vorrunde, schied aber dann in der Zwischenrunde der besten 32 gegen die beiden späteren Finalisten UNICS Kasan und Valencia Basket Club aus. In der nationalen Meisterschaft konnte Ostende seinen Titel in der Finalserie über fünf Spiele gegen Thompsons ehemalige Mannschaft Okapi Aalstar verteidigen.
Für die Basketball-Bundesliga 2014/15 wurde Thompson vom deutschen Erstligisten Brose Baskets aus Bamberg verpflichtet. Nach einem Trainerwechsel tauschte der Verein auch fast die komplette Mannschaft aus. Trotz gewonnener Meisterschaft mit Bamberg verließ Thompson Deutschland wieder und spielte zunächst in Serbien und später in der Türkei. 
Zur Saison 2015/2016 kehrte Thompson nach Deutschland zurück und schloss sich den Telekom Baskets Bonn an. Nach einer guten Saison in Bonn und dem Aus in der Playoff-Viertelfinalserie gegen Brose Bamberg wechselte Thompson innerhalb der Liga zu ratiopharm ulm, bei denen er einen Zweijahresvertrag unterschrieb.

## Erfolge
- 2014 Belgischer Pokalsieger mit Telenet Oostende
- 2014 Belgischer Meister mit Telenet Oostende
- 2015 Deutscher Meister mit Brose Baskets
- BBL Allstar: 2015, 2017